# Thất ngôn bát cú
Thất ngôn bát cú (七言八句) là loại thơ mỗi bài có tám câu và mỗi câu bảy chữ. Tức là mỗi bài thơ chỉ có 56 chữ.